# Cortiçada
Cortiçada é uma povoação portuguesa sede da Freguesia de Cortiçada do Município de Aguiar da Beira, freguesia com 12,65 km² de área e 314 habitantes (censo de 2021), tendo, por isso, uma densidade populacional de 24,8 hab./km². 
Localizada no centro do município, e englobando a aldeia de Cavaca, a Freguesia da Cortiçada tem como vizinhos as localidades de Pinheiro, Coruche e Valverde, a norte, do Eirado, a leste, da Pena Verde, a sueste, e de Dornelas, a sul, e o Município de Sátão a oeste, erguendo-se em média a cerca de 700 metros de altitude.
Destacam-se nesta freguesia as Termas das Caldas da Cavaca, que se situam no vale do Rio Coja, afluente do Dão, a cerca de 3 km da sede do município. A nascente de água hipossalina sulfurosa, bicabornatada sódica, é altamente recomendada para o tratamento de doenças dos aparelhos respiratório e digestivo, reumáticas e músculo-esqueléticas.

## Brasão
No brasão da freguesia de Cortiçada podemos observar um freixo verde arrancado que simboliza o freixo centenário da freguesia, rodeado de dois cruzeiros que também se encontram na freguesia, e por fim observamos uma fonte termal de azul jorrando água que simboliza as Termas das Caldas da Cavaca.

## Património
- Igreja Paroquial de Cortiçada
- Capela de Santa Bárbara
- Baloiço da Cortiçada (localizado junto da Capela de Santa Bárbara)
- Árvore Centenária "Freixo"
- Sepulturas antropomórficas
- Cruzeiros

## Festas e Romarias

#### Festa em Honra de Santa Bárbara
Anualmente no terceiro fim de semana de Agosto acontece o maior evento da freguesia que é a "Festa em Honra de Santa Bárbara" ao longo desta semana realizam-se várias atividades como por exemplo: torneios de cartas, matraquilhos e de jogos virtuais, passeios de mota, peddy papers, concertos ao vivo com os melhores grupos musicais da região e por fim a tradicional missa solene.

## Economia
As atividades económicas que predominam nesta freguesia são: agricultura, produção animal (com destaque para a avicultura) silvicultura, comercialização de produtos alimentares, construção civil, ação social, comércio, outras atividades e serviços

## Ilustres nascidos na Freguesia
- António Augusto Azevedo Corte Real (mais conhecido como Dr. Corte Real)

## Demografia
A população registada nos censos foi:
| Ano  | 0-14 Anos | 15-24 Anos | 25-64 Anos | > 65 Anos |
| 2001 | 47        | 53         | 184        | 105       |
| 2011 | 31        | 26         | 172        | 112       |
| 2021 | 8         | 23         | 140        | 143       |